# Dogecoin
A Dogecoin (doʊ(d)ʒkɔɪn) egy nyílt forráskódú digitális fizetőeszköz (ún. kriptovaluta, coin), amely 2013 decemberében jelent meg. A fejlesztők eredetileg tréfának szánták, egy éppen aktuális internetes mém, a Doge köré szervezve. Megalkotója Jackson Palmer, a szoftvert a többi kriptopénz forráskódja alapján hozta létre. Palmer nem volt sokáig Dogecoin fejlesztő, 2015-ben odébb állt, mert szerinte szerencsevadászok kezdték el uralni a Dogecoin közösségét. A felhasználók lájkolás gyanánt kezdték használni olyan módon, hogy az érdekes tartalmakért cserébe Dogecoint küldtek egymásnak, amitől a Dogecoin kapitalizációja mindössze egyetlen hónap alatt 60 millió dollárra ugrott, és egy ismert internetes fizetőeszközzé vált. 2015-ben a Bitcoin és a Litecoin után az egyik legismertebb cointípus lett, kibocsátóintézettől nem függ, működése hasonló, a működésének technológiai alapelvei megegyeznek ezen két virtuális pénznem elveivel. 2017 április végére a Dogecoin kapitalizációja már több, mint 81 millió amerikai dollár. A Dogecoin működése független kormányoktól, pénzintézetektől, vagy szervezetektől.

## Működése
A Dogecoin címek D vagy A betűvel kezdődnek, minden címhez (publikus kulcshoz) tartozik egy privát kulcs, amellyel a tranzakciók aláíródnak. A Dogecoin a scrypt titkosítóalgoritmust használja, a privát kulcsból a publikus kulcs egyértelműen kiszámítható. Az adott címről csak az tud Dogecoint küldeni, aki rendelkezik a hozzá tartozó privát kulccsal. A tranzakciók díja elhanyagolhatóan alacsony, egy bizonyos mennyiségű tranzakció minden blokkban ingyen is végrehajtható. A tranzakciók azonnal (tipikusan egy másodpercen belül) végrehajtódnak, és nem visszavonhatóak. A Dogecoin blokkideje pedig egy perc – ez azt jelenti, hogy a tranzakciók 2-3 percen belül jóváíródnak, a blockchain-ben rögzítésre kerülnek – a tranzakció első megerősítésére pedig elegendő másfél percet várni. A Dogecoin szabadon bányászható. A bányászat során a tranzakciók kerülnek rögzítésre a blokkláncban, aki a legbiztonságosabb, leghosszabb blokkot előállítja, az kapja meg a blokk kibányászásáért járó Dogecoin mennyiséget. Egy normál Dogecoin címhez egy privát kulcs tartozik, de különálló webszolgáltatások segítségével többaláírásos címek is létrehozhatók – ekkor a címről történő utaláshoz több résztvevő aláírása is szűkséges (például 3-ból 2, vagy 5-ből 3). A hivatalos Dogecoin kliens mellett léteznek még más kliensek, online tárcák is.

## Összehasonlítás a többi virtuális devizával
A Dogecoin egy inflációs kriptopénz, míg a Litecoin és a Bitcoin nem az. A Litecoin és a Bitcoin esetében egy fix kibányászható mennyiség áll rendelkezésre, ám a Dogecoin esetében 2015-től kezdve 5,256 milliárd DOGE bányászható ki évente. Ez segíti az újonnan belépni kívánó tagokat, hisz sosem késő csatlakozni, és élénkíti a Dogecoin alapú gazdaságot, mert a felhasználók az inflációs hatás (illetve, nagyobb távlatokban szinten tartó hatás) miatt nem csak tartalékolják, hanem aktívan költik, forgatják is, és az új felhasználók számára nem jelent problémát a beszerzése. Kapitalizációját tekintve a Dogecoin a 11. legjelentősebb cointípus. Széles körben elfogadják, a tranzakciók számát tekintve a Bitcoin után a második legnépszerűbb virtuális pénznem.
Általánosan használt jelölése XDG illetve DOGE. 2015. december 10-én 1000 Dogecoin értéke kb. 30 forintnak felelt meg, 2017. április 30-án 1000 Dogecoin már több, mint 200 forintot ért. 2021. május 7-én már az 1 DOGE értéke is meghaladta a 200 forintot (≈0,64 USD), a teljes piaci értéke pedig majdnem 90 milliárd dollár volt.

## Jótékonykodás és Elon Musk
A Dogecoin közösség szponzorálta Josh Wise autóversenyzőt az amerikai Nascar szériában. Szponzorálták még a jamaikai bob csapatot, hogy az Olimpiára kijuthasson, és szerveztek gyűjtést víztisztító berendezések megvásárlására, és hajléktalanok megsegítésére is. A Dogecoint gyakran használják személyes adományozásra. Egy alkalommal például egy magyar angoltanár számára gyűjtöttek 1000 dollárnyi Dogecoint, mert tetszett a közösségnek az egyedi tanítási módszere.
Az Elon Musk tulajdonában lévő The Boring Company október elején jelentette be, hogy a 2023 első negyedévében kereskedelmi forgalomba kerülő Burnt Hair parfümöt a mémcoinért is meg lehet vásárolni, miután az infrastruktúra- és alagútépítési vállalat elfogadott fizetőeszközzé tette a digitális fizetőeszközt a honlapján.